# Lucien Musset
Lucien Musset (n. 26 august 1922, Rennes - d. 15 decembrie 2004, Caen) a fost un istoric francez, specialist în istoria evului mediu.
Profesor de istorie la Universității din Caen, Lucien Musset a fost membru corespondent al Institut de France (Académie des inscriptions et belles-lettres). A redactat numeroase articole referitorare la istoria Normandiei ducale și a vikingilor.

## Opere
- Les Peuples scandinaves au Moyen Âge, Paris, Presses universitaires de France, 1951.
- Introduction à la runologie, Paris, Aubier-Montaigne, 1965.
- Les Invasions: les vagues germaniques, Paris, Presses universitaires de France, 1965.
- Les Invasions: le second assaut contre l’Europe chrétienne (VIIe-XI s.), Paris, Presses universitaires de France, 1965.
- Normandie romane 1. La Basse Normandie, La Pierre-qui-vire, 1967.
- « Naissance de la Normandie », în Michel de Boüard (dir.), Histoire de la Normandie, Toulouse, Privat, 1970, p. 75-129. ISBN: 2-7089-1707-2
- De l’Antiquité au monde médiéval, Paris, Presses Universitaires de France, 1972.
- Normandie romane 2. La Haute-Normandie, Léger-Vauban, 1974.
- Recherches sur l’art pré-roman, Rouen, C.R.D.P., 1979.
- Angleterre romane: 1 le sud de l’Angleterre, La Pierre-qui-Vire, 1983.
- Autour du pouvoir ducal normand, (Xe-XIIe s.), Caen, Annales de Normandie, 1985.
- Angleterre romane: 2 le nord de l’Angleterre, La Pierre-qui-Vire, 1988.
- Aspects de la société et de l’économie dans la Normandie médiévale: (Xe-XIII s.), Caen, Annales de Normandie, 1988.
- La Tapisserie de Bayeux: œuvre d’art et document historique, Saint-Léger-Vauban, 1989, 2002.
- Nordica et normannica: recueil d’études sur la Scandinavie ancienne et médiévale, les expéditions des Vikings et la fondation de la Normandie, Paris, Société des études nordiques, 1997.